# Abendschau – Der Süden
Die werktägliche Sendung Abendschau – Der Süden ist eines der Regionalmagazine der Abendschau im BR Fernsehen, das von Montag bis Freitag live im BR Fernsehen Süd von 17.30 Uhr bis 18.00 Uhr ausgestrahlt wird. Bis 5. Oktober 2012 trug das Magazin den Titel Schwaben & Altbayern aktuell und wurde im Zuge eines Abendschau-Relaunch am 8. Oktober 2012 in Abendschau – Der Süden umbenannt, um die Sendung wieder näher an die Hauptsendung Abendschau anzugliedern. Ab 1994 war die Sendung unter dem Titel Bayern live – Der Süden zu sehen.

## Inhalt und Themen
In der Sendung Abendschau – Der Süden werden aktuelle Berichte aus Bayern, Hintergründe zu aktuellen Themen, Geschichten und Ratgeber ausgestrahlt, speziell aus den südlichen Regierungsbezirken Bayerns. Ähnlich wie bei der sonntäglichen Splitting-Sendung Schwaben & Altbayern des Bayerischen Fernsehens Süd, lässt sich vom früheren Namen der Sendung ableiten, aus welchen Regionen Bayerns berichtet wird. Bestandteil der Sendung sind ebenso wie in der Abendschau die Live-Reportagen, bei denen die Reporter live von Einrichtungen in Bayern Informationen, Reportagen, Gespräche und Hintergründe präsentieren.  Gegen 17:45 Uhr gibt es einen Beitrag unter der Rubrik Kompakt, in welcher die wichtigsten Meldungen des Tages aus Schwaben, Niederbayern, Oberbayern und der Oberpfalz zusammengefasst werden. Gegen 17:57 Uhr wird das Bayernwetter aktuell präsentiert – meist live draußen an der freien Luft. Unmittelbar im Anschluss an das Wetter wird das Programm mit der Abendschau (dann wieder für ganz Bayern) fortgesetzt.

## Moderatoren
Aktuell wird die Sendung wöchentlich im Wechsel von Annette Betz, Tom Meiler (seit 8. Oktober 2012) und Florian Kienast (seit 14. März 2022) moderiert, gelegentlich moderiert Roman Roell vertretungsweise. Seit 29. Dezember 2023 verstärkt auch Marianne Kreuzer das Moderationsteam. Bis 29. Februar 2012 war darüber hinaus auch Renate Herzberg als Moderatorin von Schwaben & Altbayern aktuell im Einsatz, bevor sie in Ruhestand ging. Außerdem moderierte Roman Roell das Regionalmagazin bis 1. Oktober 2012 regelmäßig, ehe er in das Moderatorenteam der Hauptsendung Abendschau wechselte. Anna Groß präsentierte die Sendung von 2010 bis Oktober 2012, Andrea Otto von Oktober 2012 bis Ende 2020.
Das Wetter wird meist von Kathrin Rohrmoser, Silvia Jester, Astrid Hofmann, Nicole Remann, Juliane Schönberger oder Christian Kienast präsentiert, Live-Reporter vor Ort sind aktuell u. a. Martin Breitkopf, Mathias Flasskamp, Anja Marks-Schilffahrt, Nicole Remann und Uschi Schmid.

## Weitere Regionalmagazine der Abendschau
Um stärker aus den verschiedenen Regionen Bayerns berichten zu können, führte das Bayerische Fernsehen am 2. Mai 1994 das Regionalsplitting mit der Teilung der  Abendschau in Bayern live – Der Norden und Bayern live – der Süden ein. Montags bis donnerstags wurde die Regionalberichterstattung im Bayerischen Fernsehen von 18:30 Uhr bis 18:42 Uhr gesendet. Seit 2007 findet das Splitting in die Regionalmagazine, welche auch die jeweils regionalen Wettervorhersagen beinhalten, von 17:30 Uhr bis 18:00 Uhr statt. Während Abendschau – Der Süden (bzw. früher Schwaben & Altbayern aktuell) für das BR Fernsehen Süd aus dem Abendschau-Studio in München ausgestrahlt wird, wird zeitgleich für den Norden Bayerns im Splitting-Programm BR Fernsehen Nord die Frankenschau aktuell aus dem Studio Franken in Nürnberg gesendet.